# Hjärtanäs
Hjärtanäs är en by i Småland, omkring tre kilometer norr om Alvesta. Byn består av elva hushåll och är oskiftad, det vill säga husen ligger på rad i byn, med ägorna som smala skiften som ligger tvärs byns sträckning.